# Teologiskt seminarium
Teologiskt seminarium, prästseminarium eller pastorsseminarium är en institution för teologisk utbildning, vars huvudsyfte är utbildning för tjänst inom ett eller flera specifika kyrkosamfund, av präster och pastorer men också exempelvis församlingspedagoger eller diskoner. Teologiska seminarier är konfessionella, det vill säga knuten till antingen en specifik kyrka eller en mer övergripande kyrkofamilj och dennas teologi.

## Präst- och pastorsseminarier i Sverige
Teologiska seminarier i Sverige är oftast organiserade som privatägda högskolor 
under tillsyn av Högskoleverket,
med starka band till det eller de samfund man primärt utbildar för. Det förekommer också folkhögskolor, som ibland vidareutvecklats till att även omfatta högskolenivå.
Svenska kyrkans prästutbildning sker till största delen på vanliga högskolor och universitet. Den praktiska prästutbildningen äger rum vid dess utbildningsinstitut i Uppsala och Lund. 

### Protestantiska teologiska seminarier
- Svenska kyrkans utbildningsinstitut
- Johannelunds teologiska högskola, tillhör EFS
- Enskilda högskolan Stockholm, ägd av Equmeniakyrkan och sprungen ur denna kyrkas tre bildningssamfunds utbildningsinstitutioner:  Betelseminariet, Teologiska Seminariet och Metodistkyrkans seminarium. Ägs av Equmenia. Utbildar primärt för Equmenia och för Svenska kyrkan.
- Akademi för ledarskap och teologi (ALT), sprungen ur Pingstförsamlingarnas teologiska seminarium med mera. Utbildar primärt för Pingst och EFK.
- Skandinavisk teologisk högskola
- Församlingsfakulteten i Göteborg

## Katolska prästseminarier
- Sankt Sigfrids prästseminarium, i nära samarbete med högskolan Newmaninstitutet

## Ortodoxa prästseminarier
- Sankt Ignatios andliga akademi. Driver självständigt folkhögskola och har högskoleutbildning i samarbete med Enskilda högskolan Stockholm.